# Limerick
Limerick (/ˈlɪmərɪk/; tiếng Ireland: Luimneach [ˈl̪imʲɨnʲəx]) là một thành phố tại hạt Limerick, Cộng hòa Ireland. Nó tọa lạc ở Vùng Trung-Tây và cũng là một phần của tỉnh Munster. Hội đồng Thành phố và Hạt Limerick là cơ quan có thẩm quyền địa phương của thành phố. Limerick nằm bên sông Shannon, với cốt lõi lịch sử ở King's Island, bao quanh bởi sông Shannon và sông Abbey. Cửa sông Shannon cũng nằm ở đây, nơi nó chảy vào biển Đại Tây Dương. Với dân số 95.854 người (năm 2011), Limerick là thành phố đông dân thứ ba của Cộng hòa Ireland, và đông thứ tư của đảo Ireland.

## Địa lý và phân chia chính trị
Có 102.161 người sống tại Vùng Đô thị Thành phố Limerick. Ngày 1 tháng 6 năm 2014, một vùng Đô thị Limerick mới được thành lập với một vùng thành phố mở rộng. Vùng Đô thị này gồm khu vực thành phố và vùng mở rộng, tới Patrickswell về phía tây và Castleconnell về phía đông. Tuy nhiên, vùng Đô thị không bao gồm ngoại ô thành phố tọa lạc tại Hạt Clare.
Limerick là một phần của nhóm thành phố chiến lược Cork–Limerick–Galway, tổng cộng có dân số hơn 1 triệu người. Về phía nam thành phố là Golden Vale, một khu chăn thả và nông nghiệp giàu có. Về lịch sử, đa phần của nền kinh tế thành phố dựa trên vùng nông nghiệp này.

## Khí hậu
Khí hậu của Limerick là ôn đới đại dương (Köppen Cfb). Sân bay Shannon ghi nhận lượng giáng thủy trung bình 977 mm một năm, đa số là mưa. Limerick có khí hậu dịu mát, với nhiệt độ tối đa trung bình hằng ngày là 20 °C (68 °F) vào tháng bảy và nhiệt độ tối thiểu trung bình hằng ngày tháng một là 3 °C (37 °F). Nhiệt độ cao nhất từng được ghi nhận là 31,6 °C (88,9 °F) năm 1995, thấp nhất là −11,4 °C (11,5 °F) năm 2010. Limerick là thành phố ít nắng nhất nước, trung bình chỉ 1.295 giờ nắng mỗi năm, hay 3,5 giờ nắng mỗi ngày. Có trung bình 59 ngày không có nắng, 6 ngày có sấm, 19 ngày có mưa đá và 8 ngày có tuyết mỗi năm, theo trạm quan sát sân bay Shannon.
| Dữ liệu khí hậu của Trạm quan sát khí tượng Sân bay Shannon (1981 tới 2010) | Dữ liệu khí hậu của Trạm quan sát khí tượng Sân bay Shannon (1981 tới 2010) | Dữ liệu khí hậu của Trạm quan sát khí tượng Sân bay Shannon (1981 tới 2010) | Dữ liệu khí hậu của Trạm quan sát khí tượng Sân bay Shannon (1981 tới 2010) | Dữ liệu khí hậu của Trạm quan sát khí tượng Sân bay Shannon (1981 tới 2010) | Dữ liệu khí hậu của Trạm quan sát khí tượng Sân bay Shannon (1981 tới 2010) | Dữ liệu khí hậu của Trạm quan sát khí tượng Sân bay Shannon (1981 tới 2010) | Dữ liệu khí hậu của Trạm quan sát khí tượng Sân bay Shannon (1981 tới 2010) | Dữ liệu khí hậu của Trạm quan sát khí tượng Sân bay Shannon (1981 tới 2010) | Dữ liệu khí hậu của Trạm quan sát khí tượng Sân bay Shannon (1981 tới 2010) | Dữ liệu khí hậu của Trạm quan sát khí tượng Sân bay Shannon (1981 tới 2010) | Dữ liệu khí hậu của Trạm quan sát khí tượng Sân bay Shannon (1981 tới 2010) | Dữ liệu khí hậu của Trạm quan sát khí tượng Sân bay Shannon (1981 tới 2010) | Dữ liệu khí hậu của Trạm quan sát khí tượng Sân bay Shannon (1981 tới 2010) |
| Tháng                                                                       | 1                                                                           | 2                                                                           | 3                                                                           | 4                                                                           | 5                                                                           | 6                                                                           | 7                                                                           | 8                                                                           | 9                                                                           | 10                                                                          | 11                                                                          | 12                                                                          | Năm                                                                         |
| --------------------------------------------------------------------------- | --------------------------------------------------------------------------- | --------------------------------------------------------------------------- | --------------------------------------------------------------------------- | --------------------------------------------------------------------------- | --------------------------------------------------------------------------- | --------------------------------------------------------------------------- | --------------------------------------------------------------------------- | --------------------------------------------------------------------------- | --------------------------------------------------------------------------- | --------------------------------------------------------------------------- | --------------------------------------------------------------------------- | --------------------------------------------------------------------------- | --------------------------------------------------------------------------- |
| Cao kỉ lục °C (°F)                                                          | 14.8 (58.6)                                                                 | 15.5 (59.9)                                                                 | 20.2 (68.4)                                                                 | 23.5 (74.3)                                                                 | 28.0 (82.4)                                                                 | 31.6 (88.9)                                                                 | 30.6 (87.1)                                                                 | 29.8 (85.6)                                                                 | 26.1 (79.0)                                                                 | 22.3 (72.1)                                                                 | 18.2 (64.8)                                                                 | 15.3 (59.5)                                                                 | 31.6 (88.9)                                                                 |
| Trung bình ngày tối đa °C (°F)                                              | 8.8 (47.8)                                                                  | 9.2 (48.6)                                                                  | 11.1 (52.0)                                                                 | 13.3 (55.9)                                                                 | 16.0 (60.8)                                                                 | 18.5 (65.3)                                                                 | 19.8 (67.6)                                                                 | 19.6 (67.3)                                                                 | 17.7 (63.9)                                                                 | 14.3 (57.7)                                                                 | 11.1 (52.0)                                                                 | 9.0 (48.2)                                                                  | 14.0 (57.2)                                                                 |
| Trung bình ngày °C (°F)                                                     | 6.0 (42.8)                                                                  | 6.2 (43.2)                                                                  | 7.8 (46.0)                                                                  | 9.5 (49.1)                                                                  | 12.1 (53.8)                                                                 | 14.6 (58.3)                                                                 | 16.4 (61.5)                                                                 | 16.2 (61.2)                                                                 | 14.2 (57.6)                                                                 | 11.2 (52.2)                                                                 | 8.3 (46.9)                                                                  | 6.3 (43.3)                                                                  | 10.7 (51.3)                                                                 |
| Tối thiểu trung bình ngày °C (°F)                                           | 3.2 (37.8)                                                                  | 3.2 (37.8)                                                                  | 4.5 (40.1)                                                                  | 5.7 (42.3)                                                                  | 8.2 (46.8)                                                                  | 11 (52)                                                                     | 13 (55)                                                                     | 12.7 (54.9)                                                                 | 10.8 (51.4)                                                                 | 8.2 (46.8)                                                                  | 5.5 (41.9)                                                                  | 3.6 (38.5)                                                                  | 7.4 (45.3)                                                                  |
| Thấp kỉ lục °C (°F)                                                         | −11.2 (11.8)                                                                | −9.8 (14.4)                                                                 | −7.8 (18.0)                                                                 | −4.1 (24.6)                                                                 | −0.9 (30.4)                                                                 | 1.5 (34.7)                                                                  | 6.0 (42.8)                                                                  | 2.9 (37.2)                                                                  | 1.3 (34.3)                                                                  | −2.0 (28.4)                                                                 | −6.6 (20.1)                                                                 | −11.4 (11.5)                                                                | −11.4 (11.5)                                                                |
| Lượng Giáng thủy trung bình mm (inches)                                     | 102.3 (4.03)                                                                | 76.2 (3.00)                                                                 | 78.7 (3.10)                                                                 | 59.2 (2.33)                                                                 | 64.8 (2.55)                                                                 | 69.8 (2.75)                                                                 | 65.9 (2.59)                                                                 | 82.0 (3.23)                                                                 | 75.6 (2.98)                                                                 | 104.9 (4.13)                                                                | 94.1 (3.70)                                                                 | 104.0 (4.09)                                                                | 977.5 (38.48)                                                               |
| Số ngày giáng thủy trung bình (≥ 1.0 mm)                                    | 16                                                                          | 12                                                                          | 14                                                                          | 11                                                                          | 12                                                                          | 11                                                                          | 12                                                                          | 13                                                                          | 12                                                                          | 16                                                                          | 15                                                                          | 15                                                                          | 159                                                                         |
| Số ngày tuyết rơi trung bình                                                | 2.3                                                                         | 2.3                                                                         | 1.4                                                                         | 0.5                                                                         | 0                                                                           | 0                                                                           | 0                                                                           | 0                                                                           | 0                                                                           | 0                                                                           | 0.1                                                                         | 1.3                                                                         | 7.9                                                                         |
| Độ ẩm tương đối trung bình (%)                                              | 81                                                                          | 75                                                                          | 71                                                                          | 64                                                                          | 63                                                                          | 65                                                                          | 68                                                                          | 68                                                                          | 69                                                                          | 75                                                                          | 81                                                                          | 83                                                                          | 72                                                                          |
| Số giờ nắng trung bình tháng                                                | 49.6                                                                        | 65.6                                                                        | 100.0                                                                       | 153.1                                                                       | 180.0                                                                       | 156.0                                                                       | 140.5                                                                       | 140.1                                                                       | 117.0                                                                       | 89.9                                                                        | 60.0                                                                        | 43.4                                                                        | 1.295,2                                                                     |
| Nguồn:                                                                      |                                                                             |                                                                             |                                                                             |                                                                             |                                                                             |                                                                             |                                                                             |                                                                             |                                                                             |                                                                             |                                                                             |                                                                             |                                                                             |